# Afroneta pallens
Afroneta pallens là một loài nhện trong họ Linyphiidae.
Loài này thuộc chi Afroneta. Afroneta pallens được Merrett miêu tả năm 2004.